# Fredrik Brustad
Fredrik Brustad, född den 22 juni 1989 i Oslo, Norge, är en norsk fotbollsspelare (anfallare) som spelar för Mjøndalen IF i Tippeligaen.

## Klubbkarriär
Fredrik Brustad påbörjade sin professionella fotbollskarriär i amerikanska Central Florida Kraze innan han säsongen 2011 gick till norska Stabæk. Den 13 augusti 2014 meddelade svenska AIK på sin hemsida att man skrivit ett 3-årsavtal med Brustad med start i januari 2015. Brustad debuterade för AIK i Allsvenskan i den första omgången när AIK spelade hemma mot Halmstads BK. Den 26 april 2015 gjorde Brustad sitt första mål för AIK i en match mot Örebro SK efter att ha blivit inbytt i matchen. Den 16 juni 2016 kom Molde och AIK överens om en övergång som tog honom tillbaka till norska Tippeligaen.